# 天河口戰鬥
天河口戰鬥發生於1939年5月5日－10日，地點則是在中國鄂北一帶。是抗日戰爭主要戰鬥之一，交戰一方為守軍之國民革命軍，另一方則為日軍。